# Яницкий, Олег Николаевич
Оле́г Никола́евич Яни́цкий (24 марта 1933 — 23 сентября 2020) — советский и российский социолог, специалист в области экосоциологии и социологии города. Кандидат архитектуры, доктор философских наук (1978), профессор.

## Биография
В 1957 году окончил Московский архитектурный институт. Работал в Академии строительства и архитектуры, Институте международного рабочего движения.
В 1978—1991 годах — участник международной программы ЮНЕСКО «Человек и биосфера».
В 1964 году в защитил в МАрхИ диссертацию на соискание учёной степени кандидата архитектуры по теме «Торговый центр жилого района».
В 1977 году в Институте международного рабочего движения защитил диссертацию на соискание учёной степени доктора философских наук по теме «Урбанизация и рабочий класс: критика американских буржуазно-реформистских социологических концепций» (специальность 09.00.02 — Теория научного социализма и коммунизма).
С 1992 года работал в Институте социологии РАН заведующим сектором социально-экологических исследований.
Председатель Исследовательского комитета «Среда и общество», Российского общества социологов, член Международной социологической ассоциации.
Научная специализация: экосоциология, социальная рискология, экологические движения, биографика, методология междисциплинарных исследований. Наряду с Ю. А. Левадой, Л. Б. Коганом и А. С. Ахиезером стоял у истоков советской теории урбанизации. Один из разработчиков социально-информационной концепции урбанистики. Награжден Почетной грамотой Президиума РАН (2018), почетным знаком «Заслуженный деятель РОС».
Автор 360 научных публикаций, в том числе 15 книг, 3 из них — на английском языке.

## Основные труды
С работами О. Н. Яницкого можно ознакомиться на официальном сайте Института социологии РАН (ко многим есть полный текст)

### Монографии
- Хайт В. Л., Яницкий О. Н. Оскар Нимейер. — М.: Госстройиздат, 1963. — 156 с.
- Яницкий О. Н. Градостроительство и быт. — М.: Знание, 1964. — 80 с.
- Яницкий О. Н. Урбанизация, город, человек: (Книга буржуазной социологии) / О. Н. Яницкий, канд. архитектуры. — М.: Знание, 1974. — 63 с. — (Новое в жизни, науке, технике. Серия. Философия; 3/1974).
- Яницкий О. Н. Урбанизация и социальные противоречия капитализма: Критика американской буржуазной социологии / АН СССР, Ин-т международного рабочего движения. — М.: Наука, 1975. — (Идеологическая борьба в современном мире) — 333 с.
- Яницкий О. Н. Экология города: Зарубежные междисциплинарные концепции. — М.: Наука, 1984. — 240 с. (Современные проблемы биосферы)
- Яницкий О. Н. Гражданские инициативы и самодеятельность масс. — М.: Знание, 1988. — 64 с. (Новое в жизни, науке, технике. Научный коммунизм; 6/1988).
- Яницкий О. Н. Социальные движения: 100 интервью с лидерами. — М.: Московский рабочий, 1991. — 273 с. ISBN 5-239-00798-5
- Яницкий О. Н. Русское движение в защиту окружающей среды: лидеры, факты, высказывания/ Социально-экологический союз. — М.: Международные отношения, 1993. — 256 с. — ISBN 5-7133-0689-5
- Яницкий О. Н. Экологическое движение в России. Критический анализ. / Рос. акад. наук, Ин-т социологии. — М.: Институт социологии РАН, 1996. — 216 с. — ISBN 5-201-02492-0
- Яницкий О. Н. «Социология города» и «Экологическая социология» // Социология в России / Под ред. В. А. Ядова. — 2-е изд., перераб. и дополн. — М.: Издательство Института социологии РАН, 1998. — ISBN 5-89697-011-0
- Яницкий О. Н. Россия: экологический вызов (общественные движения, наука, политика). — Новосибирск: Сибирский хронограф, 2002. — 426 с. (Российское общество: Современные исследования / Рос. акад. наук. Ин-т социологии). — ISBN 5-87550-146-4
- Яницкий О. Н. Социология риска / Рос. акад. наук. Ин-т социологии. — М.: Изд-во LVS, 2003 (ПИК ВИНИТИ). — 191 с. — ISBN 5-901464-06-0
- Яницкий О. Н. Экологическая культура: очерки взаимодействия науки и практики / Российская акад. наук, Ин-т социологии. — М.: Наука, 2007. — 271 с. — ISBN 5-02-035371-X
- Яницкий О. Н. Экологическое мышление эпохи «великого передела». — М.: РОССПЭН, 2008. — ISBN 978-5-8243-0993-5
- Яницкий О. Н. Досье инвайронменталиста. Очерк интеллектуальной биографии. — М.: ИС РАН, 2009. — ISBN 978-5-89697-167-2
- Модернизация России: научные и образовательные аспекты: Учебное пособие/ Отв. ред. О. Н. Яницкий. — М.: Институт социологии РАН, 2008. — ISBN 978-5-903011-38-4
- Яницкий О. Н. Russian Environmentalism. The Yanitsky Reader. — Moscow: Taus, 2010. — ISBN 978-5-903011-54-4
- Яницкий О. Н. Экомодернизация России: теория, практика, перспектива. — М.: Институт социологии РАН, 2011. — ISBN 978-5-89697-201-3
- Яницкий О. Н. Природоохранные сети России и их социальный капитал (гносеологические и теоретические проблемы) / Институт социологии РАН, Яницкий О. Н. // Официальный сайт ИС РАН — 2012. — ISBN 978-5-89697-215-0
- Яницкий О. Н. Проблемы активистской социологии в России // Социология и общество: глобальные вызовы и региональное развитие  : Материалы IV Очередного Всероссийского социологического конгресса / РОС, ИС РАН, АН РБ, ИСППИ. — М.: РОС, 2012. — ISBN 978-5-904804-06-0
- Яницкий О. Н. Проблемы деградации культуры // Социология и общество: глобальные вызовы и региональное развитие  : Материалы IV Очередного Всероссийского социологического конгресса / РОС, ИС РАН, АН РБ, ИСППИ. — М.: РОС, 2012. — ISBN 978-5-904804-06-0
- Яницкий О. Н. Элементы теории социальных движений  // Официальный сайт ИC РАН. — 2012.
- Новые идеи в социологии: монография / отв. ред. Ж. Т. Тощенко. — М.: ЮНИТИ-ДАНА, 2013. — 479 с. — (Серия «Magister») — ISBN 978-5-238-02420-2
- Яницкий О. Н. Социальные движения: теория, практика, перспектива. — М.: Новый хронограф, 2013. — 360 с. — (серия «Российское общество. Современные исследования») — ISBN 978-5-94881-230-4
- Яницкий О. Н. Экологические катастрофы: структурно-функциональный анализ / Институт социологии РАН, Яницкий О. Н. — М.: Институт социологии РАН, 2013. — 258 c. — ISBN 978-5-89698-230-3
- Профессиональные группы: сообщества, деятельность и карьера: Коллективная монография / Отв. ред. В. А. Мансуров. — М.: ИС РАН; РОС, 2014.- 404 с. — СD ROM. — ISBN 978-5-89697-248-8; ISBN 978-5-89697-17-6
- Яницкий О. Н. Экологический архив О. Н. Яницкого / Институт социологии РАН, Яницкий О. Н. // Официальный сайт ИС РАН — 2014. — ISBN 978-5-89697-234-1

### Статьи
- Яницкий О. Н. Дневники В. И. Вернадского: их автор и публикатор // Вестник Института социологии. 2014. № 9.
- Яницкий О. Н. Современные войны: социально-экологическое измерение // Вестник Института социологии. 2014. № 11.
- Яницкий О. Н. Современные войны: социально-экологическое измерение  // Официальный сайт ИC РАН. — 2014.
- Яницкий О. Н. Современные войны: эко-социологическое измерение. Статья 2  // Официальный сайт ИC РАН. — 2014.
- Яницкий О. Н. Волонтёры: гражданские и государственные // Социологическая наука и социальная практика. 2014. № 1(5).
- Яницкий О. Н. К вопросу о концепции экосоциального знания // Социологические исследования. 2014. № 4.
- Яницкий О. Н. Метаболическая концепция современного города // Социологическая наука и социальная практика. 2013. № 3.
- Яницкий О. Н. Рецензия. С. А. Кравченко. Социологический толковый русско-английский словарь // Социологическая наука и социальная практика. 2013. № 4.
- Яницкий О. Н. Социальные движения в современном обществе: вопросы теории // Социологические исследования. 2013. № 3.
- Яницкий О. Н. В. И. Вернадский: политик, историк, общественный деятель // Полис. Политические исследования. 2013. № 2.
- Яницкий О. «Новый средний класс» — это кто? Онлайн-приложение О. Яницкий. Развитие теоретического инструментария социологии // Власть. 2013. № 12.
- Яницкий О. Н. Профессионал как социальный актор: случай или правило? // Вестник Института социологии. 2012. № 5.
- Яницкий О. Н. «Пасынки» социологии: природные аномалии и катастрофы // Социологические исследования. 2012. № 1.
- Яницкий О. Н. Массовая мобилизация: проблемы теории // Социологические исследования. 2012. № 6.
- Яницкий О. Н. Пожары 2010 г. в России: экосоциологический анализ // Социологические исследования. 2011. № 3.
- Яницкий О. Н. Модернизация в России и вокруг: конспект // Социологические исследования. 2011. № 5.
- Яницкий О. Н. Экомарш мирового социологического сообщества // Социологические исследования. 2011. № 1.
- Яницкий О. Н. Климатический или антикарбонный конгресс социологов // Вестник Института социологии. 2010. № 1.
- Яницкий О. Н. Модернизация и реабилитация после пожаров и наводнений // Вестник Института социологии. 2010. № 1.
- Яницкий О. Н. Хромающая экосоциология // Вестник Института социологии. 2010. № 1.
- Яницкий О. Н. Протестное движение 2011—2012 гг.: Некоторые итоги // Власть. 2013. № 2.

### Участие в конференциях 2014 г.
• XIII Дридзевские чтения
Доклад: «Динамика глобальных вызовов России»
Модернизация отечественной системы управления: анализ тенденций и прогноз развития. Материалы Всероссийской научно-практической конференции и XII—XIII Дридзевских чтений (21—22 ноября 2013 г.) / Редколлегия: А. В. Тихонов (отв. ред), Е. М. Акимкин, В. С. Богданов, А. В. Жаворонков, А. А. Мерзляков, Н. Н. Никс, Е. И. Рабинович, В. А. Шилова (учёный секр.), В. В. Щербина. — М.: Институт социологии РАН. — 2014. — 548 с. ISBN 978-5-89697-241-9
• Вторая Российская Междисциплинарная научно-практическая конференция «Антропогенная деградация геосферы: предложения по её преодолению»
Доклад: «Концепт динамики геосферы»
• «Общество и дети»
Доклад: «Из истории детства. В. Ф. Шмидт (1898—1937 гг.)»
Дети и общество: социальная реальность и новации. Сборник докладов на Всероссийской конференции с международным участием «Дети и общество: социальная реальность и новации» // Редкллегия: В. А. Мансуров (отв. редактор), А. Ю. Губанова, Ю. В. Ермолаева, Е. Ю. Иванова, Е. А. Колосова, С. Н. Майорова-Щеглова, И. А. Стрельцова, П. С. Юрьев. — М.: РОС, 2014. — 1366 с. — 1 CD ROM. — ISBN 978-5-904804-15-2

## Семья
- Отец: Николай Фёдорович Яницкий (1891—1979) — библиотечный деятель, книговед, библиограф, историк, географ, статистик, доктор географических наук, писатель.
- Мать: Елизавета Фёдоровна Гордеенко (1894—1983) — врач.
- Тётя (сестра отца): Вера Фёдоровна Шмидт (девичья фамилия Яницкая) (1889—1937) — научный сотрудник Экспериментально-дефектологического института, первая жена Отто Юльевича Шмидта.
- Сестра: Ирина Николаевна Яницкая (1917—1966) — биолог, преподаватель и переводчик немецкого языка АН СССР.
- Жена (с 1963 года): Галина Ивановна Кузина — сотрудник Института теории и истории архитектуры.
  - Дочь: Татьяна Олеговна Яницкая (род. 1964) — заместитель директора по вопросам сертификации, Председатель координационного совета Национальной рабочей группы Лесного попечительского совета (FSC) в России[7].